# Margareta von Beichlingen

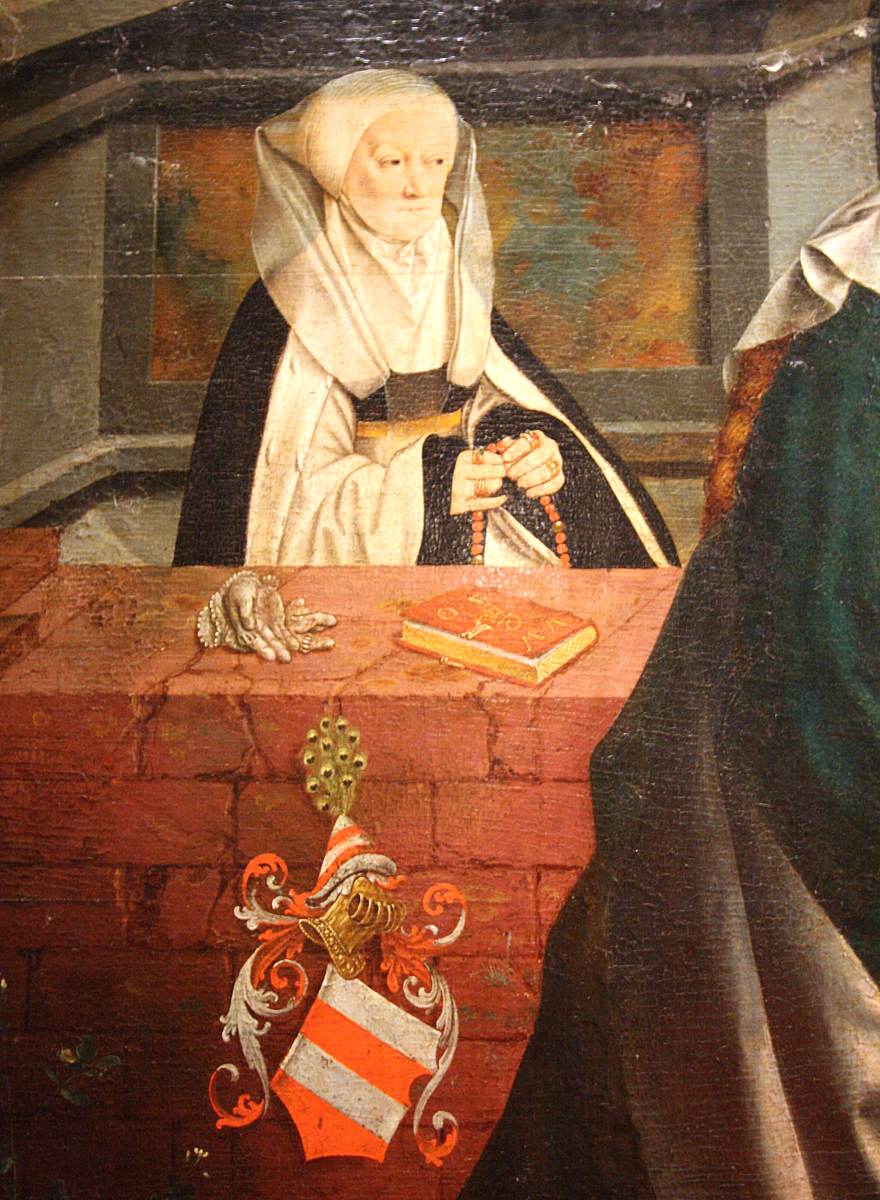
Margareta Gräfin von Beichlingen

Margareta Gräfin von Beichlingen (* vor 1508; † 11. Dezember 1534) war ab 1525 Fürstäbtissin des Frauenstifts Essen.
Margareta von Beichlingen stammte aus dem gleichnamigen Harzgrafengeschlecht und war die Tochter von Johann II. von Beichlingen und der Margareta von Mansfeld, deren Vornamen sie erhielt. 1508 wurde Margareta Pröpstin in Elten und bereits ein Jahr später in Essen. Von 1511 bis 1523 war sie Äbtissin im Damenstift Vreden und übernahm dann 1525 bis zu ihrem Tod das Frauenstift Essen. Sie wurde in Vreden beigesetzt.